# パク・チユン (声優)
パク・チユン（박지윤、 Park Ji-Yun 、1978年4月17日 - ）は大韓民国の女性声優。

## 出演作品
※太字は主役・ヒロイン・メインキャラクター。

### 日本作品の吹き替え
- 劇場版ポケットモンスター アドバンスジェネレーション 七夜の願い星 ジラーチ (ダイアン)
- きらりん☆レボリューション (観月 ひかる)
- ふたりはプリキュア Splash Star (日向 みのり)
- パンプキン・シザーズ (リリ・ステッキン)
- 地球へ… (トォニィ、アルテラ、ペスタチオ、ルリ、おヤエさん)
- ながされて藍蘭島 (ちかげ)
- らき☆すた (峰岸 あやの、成実 ゆい)
- エレメントハンター (ユノ)
- 黒神 (朧鬼)
- アイカツ! (音城 セイラ)
- 素敵探偵☆ラビリンス (古賀 楽太、古賀 幸太)
- レイトン教授と永遠の歌姫 (ジェニス・カトレーン)
- 君の名は。 (名取 早耶香)
- 天気の子 (名取 早耶香)

### アメリカ作品の吹き替え
- リトル・アインシュタイン (アニー[1])
- フィニアスとファーブ (キャンディス・ガートルード・フリン[2])
  - マイロ・マーフィーの法則（キャンディス・ガートルード・フリン[3])
- プリンセスと魔法のキス (シャーロット)
- 塔の上のラプンツェル (ラプンツェル)
  - ラプンツェル あたらしい冒険 (ラプンツェル)
  - ラプンツェル ザ・シリーズ (ラプンツェル)
- オズ めざせ！エメラルドの国へ (ドロシー)
- アナと雪の女王 (アナ)
  - アナと雪の女王 エルサのサプライズ (アナ)
  - アナと雪の女王/家族の思い出 (アナ)
  - アナと雪の女王2 (アナ)
- マイリトルポニー〜トモダチは魔法〜 (トワイライトスパークル)
- シュガー・ラッシュ:オンライン (ラプンツェル、アナ）
- くまのアーネストおじさんとセレスティーヌ (セレスティーヌ）
- レゴ ニンジャゴー (ニャー/サムライX/ウォーター系ニンジャ)
- LEGO ムービー (ユニキャット)

### 他国作品の吹き替え
- 雪の女王 新たなる旅立ち (ゲルダ)